# Sara Tounesi
Pas d'image ? Cliquez ici

a Compétitions nationales et continentales officielles uniquement.

b Matchs officiels uniquement.
Dernière mise à jour le 16 juin 2025.
Sara Tounesi, née le 19 juillet 1995 à Crémone (Italie), est une joueuse internationale italienne de rugby à XV évoluant au poste de deuxième ligne. Professionnelle, elle joue en France, au Stade bordelais.

## Biographie
Sara Tounesi commence la pratique du rugby à sept à 19 ans, poussée par une amie, dans le club de sa ville natale. Elle se fait très vite remarquer par la fédération italienne qui signe un accord de tutorat avec le club de Rugby Colorno où elle va pouvoir commencer à jouer à XV.
Dès 2016, elle est convoquée en équipe d'Italie pour le Six Nations, mais n'est pas capée à cette occasion. Elle part à la Coupe du monde 2017 avec zéro sélection. C'est là qu'elle obtient sa première cape face aux États-Unis.
En 2020, elle signe à l'ASM Romagnat, où elle reste deux saisons et remporte le championnat de France en 2021.
Elle participe également à la Coupe du monde 2021, au cours de laquelle elle est suspendue 12 semaines pour une morsure lors du match contre le Japon.
En 2022, elle rejoint le club anglais des Sale Sharks.
En 2023, elle est convoquée en équipe nationale pour disputer la première édition du WXV dont elle joue les trois rencontres. Début 2024, elle fait partie des joueuses mises sous contrat par la Fédération italienne. Elle est titulaire lors des cinq rencontres du Tournoi.[réf. nécessaire]
Durant l'été 2024, elle revient en France et signe au Montpellier HR. Elle dispute le WXV mais rate la dernière journée sur blessure. Elle est également retenue pour le Six Nations 2025. Au terme de la saison, elle signe au Stade bordelais.
En août 2025, elle obtient sa cinquantième sélection contre le Japon, en match de préparation à la Coupe du monde.

## Palmarès
- Finaliste du Championnat d'Italie en 2017.
- Vainqueur du Championnat d'Italie en 2018.
- Vainqueur du Championnat de France en 2021.